# Angus Imrie
Angus Imrie est un acteur britannique né le 2 août 1994 sur l'île de Wight en Angleterre.
Connu au Royaume-Uni pour son rôle dans la très longue série "The Archers", il est principalement connu à l'échelle internationale pour son rôle du jeune Merlin dans Alex, le destin d'un roi, "[il] illumine le film" dans la critique de la Nouvelle République du 9/04/2019.

## Filmographie

### Cinéma
- 2005 : Wah-Wah : un garçon dans la foule
- 2015 : Shakespeare's Globe: Richard II : Bagot et le valet
- 2017 : Circadia : Orin
- 2018 : Pond Life : Malcolm
- 2019 : Alex, le destin d'un roi : le jeune Merlin
- 2020 : Emma. : Batholomew
- 2020 : The Good Book : Geraint
- 2020 : Bath Salts : Erick
- 2021 : First One Away : le jeune Paul
- 2021 : Retour au bercail : Nigel
- 2023 : Does Your Condom Make You Fat? : Owen
- 2023 : Measure : Alan
- 2025 : Mickey 17 : Agent Charlie
- 2026 : Artificial de Luca Guadagnino

### Télévision
- 2001 : Bob, Jim et l'affreux Mr Riorden
- 2007-2009 : Kingdom : Scott Millington (6 épisodes)
- 2012 : La Vie aux aguets : un étudiant
- 2016 : The Hollow Crown : Edmund (1 épisode)
- 2019 : Fleabag : Jake (2 épisodes)
- 2019 : The Spanish Princess : Prince Arthur (2 épisodes)
- 2020 : The Crown : Prince Édouard (5 épisodes)
- 2020 : Industry : Digdog (2 épisodes)
- 2020-2021 : Pennyworth : Lieutenant Greaves (2 épisodes)
- 2021 : La Guerre des mondes : Dylan (2 épisodes)
- 2021-2024 : Star Trek : Prodigy : Zero et autres personnages (40 épisodes)
- 2022 : We Hunt Together : Henry Lane (6 épisodes)
- 2022 : Doc Martin : Max Foreman (1 épisode)
- 2023 : Star Trek : Zero (1 épisode)
- 2024 : The Serpent Queen : Henri IV (8 épisodes)
- 2024 : The Road Trip : Rodney (6 épisodes)

### Jeu vidéo
- 2022 : Valkyrie Elysium : plusieurs Cypher
- 2022 : Nickelodeon Star Trek Prodigy Supernova : Zero